# Принцеса Нукада
Принцеса Нукада (яп. 額 田 王 Нуката-но окімі ?, бл. 630—690), також відома як Нуката — поетеса періоду Асука, одна з найзнаменитіших поетес Японії.

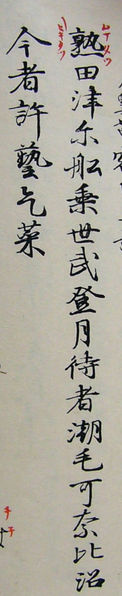
Вірш №8 зі збірки Манйосю принцеси Нуката. Два вертикальні рядки японського тексту, написані справа наліво. Перший символ містить менші, простіші червоні символи.

Дочка принцеси Кагамі, Нукада полягала в свиті імператриці Когеку (роки правління 655—661), знаменитої своїми військовими походами в Корею. Нукада стала коханкою принца Оама, який став згодом імператором Темму, і народила від нього принцесу Тоті, що стала дружиною імператора Кобунся.
13 її віршів у жанрах танка і нагаута включені до антології «Манйосю» (№ 7-9, 16-18, 20, 112, 113, 151, 155, 488 і 1606. (№ 1606 — повторення № 488). Два з них увійшли потім у більш пізні антології «Сінкокін (вака) сю» і «Сінсюі (вака) сю».